# Niño Ruven
Ruven Jiménez Urbano (Doña Mencía, 25 de marzo de 1997), conocido artísticamente como Niño Ruven, es un intérprete y compositor español especializado en flamenco. Considerado como uno de los fagotistas más relevantes y transgresores de la historia, es el creador y único exponente a nivel mundial del fagot flamenco y del fagotiño. 

## Biografía
Debuta como solista con solo trece años, edad a la que muestra una decidida voluntad para componer sus propias piezas. Su sensibilidad artística se empieza a distinguir entre los diversos certámenes relacionados con el mundo clásico. En 2014 obtiene su primer reconocimiento, el Premio Especial del Jurado en el I Concurso de Doble Caña de Sevilla, concedido por su «destacable interpretación y talento musical». En 2016 una editorial estadounidense especializada en instrumentos de doble lengüeta publica su trabajo como «algo totalmente diferente, original y desafiante». En este año se despide de todo lo ortodoxo para iniciar una carrera de emprendimiento sin precedentes en la historia de la música, combinando ambas facetas con el fascinante mundo del flamenco.

### 1997-2005: Infancia
Nació el 25 de marzo de 1997, martes santo, en una familia desvinculada profesionalmente del arte. Empadronado en Doña Mencía, pasó sus primeros años en el barrio este de Sevilla. A los dos años, sus padres se trasladaron a Lucena, una ciudad cercana a su pueblo natal. Esto le permitió pasar largas temporadas en Doña Mencía y crecer en un ambiente rural junto a sus abuelos, rodeado de diferentes influencias artísticas: literatura, teatro, pintura y, sobre todo, música. Mientras que sus abuelos paternos eran muy aficionados a la música clásica, sus abuelos maternos solían escuchar otros tipos, como copla andaluza o flamenco.

### 2006-2016: Inicios artísticos
Inicia su aprendizaje musical a la edad de nueve años en el Conservatorio Profesional de Música de Lucena, donde tiene su primer encuentro con el fagot. Asegura en diversas fuentes que previamente no lo conocía y que siempre ha pensado que el instrumento lo escogió a él. Durante estos años aprende con numerosas formaciones instrumentales y orquestas de todo el territorio nacional. En 2015 finaliza sus estudios profesionales como uno de los ganadores del Premio "Germán Romero Bellido", con uno de los mejores expedientes de su promoción, y continua sus estudios de interpretación en el Conservatorio Superior de Música de Navarra, donde recibe matrícula de honor en el año 2016.
Paralelamente a sus estudios instrumentales empieza a esbozar sus primeras composiciones de manera autodidacta, buscando instintivamente lo completamente inexplorado. Tanto las letras como la música de todas ellas se ven principalmente influenciadas por la cultura de su tierra, Andalucía. En 2013 presenta su primera obra, una íntima Romanza sin Palabras para piano. En 2014 se estrenan otras de sus dos primeras composiciones en Lucena y Doña Mencía respectivamente, Adagio & Burlesque y Pasión según San Lucas. Esta última pieza es compuesta a partir de un conjunto de capillas realizadas varios años atrás por el joven músico, donde ya es evidente la influencia de la música flamenca. Durante ese año consigue una beca de la Unión Europea para estudiar la música tradicional de Turquía. De esta manera comienza a acrecentar su discurso con otras músicas de tradición oral, interesándole además la estética propia de la música contemporánea.
En 2015 funda el "Ensemble Trémolo" y produce su primer trabajo discográfico, Comienzos, un tributo al artista español Julio Iglesias. En 2016 su obra Andante Appassionato & Ocho Variaciones es propuesta para el prestigioso concurso internacional "Fernand Gillet-Hugo Fox". El 20 de febrero se realiza el estreno de su obra Rustiques en el Museo Oteiza, un encargo del fagotista José Lozano, solista de la Orquesta Sinfónica de Navarra. Esta composición destaca por ser una de las primeras que abarcan a toda la familia de fagot, incluyendo al fagotino y al contrafagot. Ambas son actualmente distribuidas por la editorial TrevCo Music Publishing.
La vocación por la docencia también existe en la carrera profesional del intérprete, haciendo llegar su pasión por la música al público infantil y juvenil desde muy temprana edad. Con diecinueve años es profesor de armonía y composición dentro del programa de apoyo educativo de la Asociación de Musicología en la Universidad de Granada. En 2016 inicia sus clases magistrales Saca el Cien por Cien de Ti, queriendo transmitir la incesante búsqueda personal y artística que realiza durante esta década junto a su formación académica.

### 2017-2023: El desarrollo del fagot flamenco
El 2 de junio de 2017 sale a la luz Al Toque del Fagot Flamenco, un trabajo en el que Ruven detalla los resultados de su investigación, creando una nueva técnica de ejecución para incorporar a su instrumento por primera vez dentro del marco del flamenco. La investigación pretende exponer la particular arquitectura de este arte, convirtiéndose en la primera metodología para instrumentistas flamencos relacionada con la estética y la interpretación del género. Tras su publicación, la editorial TrevCo Music Publishing le concede la distinción de "Creador del Fagot Flamenco".
Su singular sonoridad no es escuchada hasta un mes más tarde, el 2 de julio de 2017, mediante un íntimo espectáculo en el Castillo de Doña Mencía en homenaje a Camarón de la Isla ya que, según palabras del propio intérprete, gracias a este cantaor empieza a «enamorarse del flamenco». La concejala de cultura de dicha localidad presenta el acto explicando: «Esta invención nace de su propia necesidad de expresión. Le brota como brota el flamenco, de sus propias entrañas». Escasos días después de mostrar su innovación, recibe uno de los Premios de la Fundación Cruzcampo que apuestan por el "Talento del Sur". Este reconocimiento le permite colaborar en los espectáculos sinfónicos del cantaor José Mercé.
El 30 de agosto de 2018 continúa la presentación de su fagot flamenco ante los instrumentistas de doble caña, dentro de las actividades del XLVII Congreso de la International Double Reed Society en Granada. Los fagotistas y oboístas de todo el mundo lo despiden con una gran aclamación y la crítica internacional lo sitúa como el embajador de la cultura andaluza y uno de los fagotistas más innovadores hasta el momento. La revista especializada "Reeding Matter" de la Australasian Double Reed Society selecciona su participación como una de las más representativas dentro de estas conferencias. Una de las críticas más destacada es la del fagotista Gonzalo Brusco:

Seguramente debe ser de los fagotistas más innovadores que he visto en los últimos tiempos. La sorpresa y expectativa inicial va dejando paso a un muy agradable momento musical. El generoso aplauso final del público fue un valioso reconocimiento a su forma de ejecutar el fagot, muy natural y original. El espectáculo se ha destacado en el marco de tan importante evento, donde también han participado otros artistas españoles, pero ninguno con obras tan emblemáticas de la cultura andaluza. Afortunadamente existe gente como él que no solo representa a su cultura de manera valiosa, sino que abre al repertorio del fagot de todo un mundo de nuevas posibilidades.

El 9 de agosto de 2019 finaliza su debut en la Catedral del Cante durante el LIX Festival Internacional del Cante de las Minas de La Unión ante el público flamenco. Con ello concluye la producción del cortometraje El Nacimiento del Fagot Flamenco grabado en la Peña Flamenca de Lucena —la tercera más antigua del mundo— junto al guitarrista Luis Calderito, en donde resume su concepción creativa y cómo ha sido la realización de este original estreno. El presidente de la Peña Flamenca de Lucena, César del Espino, reseña:

A veces, la pureza del flamenco la encontramos en lo que, a priori, puede parecer la heterodoxia, y cuando eso ocurre, el resultado suele ser altamente creativo y prometedor. Con un talento arrollador, lleva su fagot a los registros sonoros más flamencos y los devuelve reconocidos y reconocibles en el clasicismo más ortodoxo del arte andaluz.

Este audiovisual es el primero que se comparte públicamente, ya que durante los años posteriores Niño Ruven se aseguró de que nadie escuchara su fagot flamenco. De esta manera, como expone ExpoFlamenco, «el joven músico cordobés sitúa este instrumento de viento en primera línea del flamenco». El 14 de mayo de 2020 realiza un espectáculo virtual dentro del festival "Música en Segura" en homenaje a las víctimas de la Covid-19. El 4 de septiembre de 2020 clausura el ciclo de conciertos "Latidos Flamencos" en el Alcázar de los Reyes Cristianos de Córdoba con un espectáculo en homenaje a Enrique Morente. También colabora durante este mes en el programa "Música para mis Oídos" de Canal Sur junto al cantaor Manuel Lobo.
En 25 de marzo de 2023, por su vigésimo sexto cumpleaños, anunció el cambio definitivo de su seudónimo, haciéndose llamar Niño Ruven. Para él, este nuevo nombre simbolizó «el final de una gran etapa de búsqueda y crecimiento, tanto artístico como personal».

## Discografía

### Álbumes de estudio
- 2016: First works for bassoon

### Sencillos
- 2020: Viraag (improvisación y homenaje)
- 2023: Homenaje a Paco de Lucía (bulerías)
- 2024: El toque del fagot flamenco (acoustic version)

### Como artista invitado
- 2015: Comienzos
- 2016: In Excelsis, Vol. 1
- 2022: Honda Lucena de mi Hondalucía. Memoria sonora flamenca de Lucena con Luis Calderito

### Bandas sonoras
- 2019: El nacimiento del fagot flamenco
- 2022: Vidas pasadas de una mujer lobo’'

## Filmografía

### Documental/Musical
- 2019: El nacimiento del fagot flamenco
- 2022: Algazara, el presente del califato
- 2024: El nacimiento de Niño Ruven

### Televisión
Niño Ruven ha colaborado en diversos programas televisivos, entre los que cabe destacar Virtuosos (TVE), Encuentros Canal Sur (Andalucía TV), Andalucía en movimiento (Canal Sur), Música para mis oídos (Canal Sur), Especial Día Europeo de la Música (Andalucía TV), Especial instrumentistas: Festival Internacional del Cante de las Minas (My Opera Player), Córdoba de cerca (7TV), Especial Día de Andalucía (VTV) o Tierra de talento (Canal Sur), entre otros.

## Crítica
Durante su debut el 30 de agosto de 2018 en el Ayuntamiento de Granada, Niño Ruven estrenó su obra Al toque del fagot flamenco (Soleá), agotándose a las pocas horas todas las existencias de esta pieza publicada por la editorial americana TrevCo Music Publishing. Su director, Trevor Cramer, mencionó: 

Ha sido un honor exponer esta maravillosa obra escrita por Niño Ruven, aunque ha sido aún más emocionante poder disfrutar del estreno de su fagot flamenco y de una excepcional actuación. No olvidéis su nombre, pronto será reconocido mundialmente.

El fagotista Arek Adamczyk, doctor por la Academia de Música Paderewski de Poznan, también acabó impresionado por este recital:

El fagot flamenco de Niño Ruven fue sin duda el momento más destacado de todo el Congreso de la International Double Reed Society (IDRS). La interpretación de Ruven fue sorprendente. Sobre todo, me impresionó su sonido enérgico, lleno de color y vitalidad.

El 7 de septiembre de 2019 clausuró el IV Festival Flamenco Alquería de Bormujos tras la participación de la cantaora Esperanza Fernández. Su director, Luis Perea, reseñó:

El público enmudeció al escuchar cómo de ese instrumento de viento madera podían salir esas melodías tan flamencas, con tanto pellizco, compás y duende.

El 6 de marzo de 2020 protagonizó el programa Encuentros Canal Sur emitido en Andalucía TV. El periodista Leonardo Sardiña lo presentó como:

Valiente y arriesgado, respetando tradición y ampliando las fronteras del flamenco. Un cordobés de la Subbética que revaloriza un instrumento, hasta ahora, un tanto escondido.

El 28 de marzo de 2020, la periodista especializada María Isabel Rodríguez escribió en El Periódico Extremadura:

Solo una mirada limpia, nueva, y ávida de conocimiento podía encontrar la unión entre este instrumento tan ligado a la música clásica y el desgarro del flamenco. Una evolución personal y artística que parte de una visión inocente y valiente. Un punto de partida, una nueva forma de observar. Como los ojos de un niño.

## Reconocimientos
- 2022: Artista seleccionado por el comité de expertos de la Sociedad de Artistas Intérpretes o Ejecutantes de España (AIE) para participar en el programa AIEnRuta Flamencos 2023.[28]
- 2022: Finalista en la categoría de instrumentistas flamencos del Concurso Internacional del Cante de las Minas de La Unión.[29]
- 2022: Artista distinguido como uno de los «jóvenes talentos andaluces» durante el acto de entrega de Medallas de Andalucía en el Teatro de la Maestranza de Sevilla.
- 2021: Obtiene la calificación de sobresaliente en su trabajo de fin de máster El fagot flamenco: desarrollo de la técnica tradicional del instrumento a partir de las características estéticas de la música flamenca (especializado en flamencología) por la Escuela Superior de Música de Cataluña (ESMUC).
- 2020: Obtiene las máximas calificaciones en sus dos trabajos de fin de grado tras cursar las especialidades artísticas de interpretación y flamenco por el Conservatorio Superior de Música “Rafael Orozco” de Córdoba.
- 2018: Artista seleccionado por la revista Reeding Matter, de la Australasian Double Reed Society (ADRS), por su destacada actuación en el XLVII Congreso de la International Double Reed Society (IDRS).[14]
- 2017: Artista becado por la Fundación Cruzcampo para colaborar en la gira sinfónica de José Mercé, «iniciativa para impulsar a jóvenes artistas andaluces y promocionar el Talento del Sur».[30]
- 2017: Distinguido como el «creador del fagot flamenco» por la editorial especializada TrevCo Music Publishing.
- 2016: Finalista en el talent show Virtuosos emitido por La 2.[31]
- 2014: Premio Especial de Fagot concedido por el jurado en el I Concurso Nacional de Oboe y Fagot impulsado por la Asociación de Doble Caña de Sevilla (ADCS), «en reconocimiento a su destacable interpretación y talento musical».[32]
- 2014: Artista becado por la Unión Europea para asistir a uno de los encuentros celebrados en Trabzon como integrante del programa comenius MUSIC (Music Universal Symbol in Communication).
- 2013: Diploma de excelencia concedido por el profesorado y el equipo directivo del IES Clara Campoamor de Lucena, «en reconocimiento a sus magníficas cualidades personales».
- 2009: Diploma de excelencia concedido en el CEIP Ntra. Sra. de Araceli de Lucena, «en reconocimiento a sus valores y por ser un ejemplo a seguir».

## Aportaciones
Niño Ruven se ha convertido en uno de los principales contribuyentes para que el fagot sea cada día más conocido y valorado, siendo el primero en introducirlo en numerosos espacios como solista. Su sonido es habitualmente subrayado como «único e irrepetible» y amplía la técnica clásica de este instrumento mediante una serie de recursos extendidos descritos en su obra Al Toque del Fagot Flamenco, donde también introduce las cualidades que constituyen la estética sonora de la música flamenca. Su estilo altamente vanguardista es referente entre las nuevas generaciones y ofrece una gran aportación de cara a expandir las fronteras del flamenco. 